# Eudorylas petalus
Eudorylas petalus är en tvåvingeart som beskrevs av Skevington 2003. Eudorylas petalus ingår i släktet Eudorylas och familjen ögonflugor. Inga underarter finns listade i Catalogue of Life.